# Erwin Kuffer
Erwin Kuffer (* 16. September 1943 in Luxemburg) ist ein ehemaliger luxemburgischer Fußballspieler.

## Karriere

### Verein
Kuffer wuchs in Perl nahe der belgischen Grenze auf. Nachdem seine Familie aufgrund besserer Arbeits- und Verdienstmöglichkeiten in der Minettgegend nach Differdingen gezogen war, schloss er sich mit 14 Jahren dem örtlichen Klub Red Boys Differdingen an.
Bereits mit 16 Jahren wurde er in der ersten Mannschaft eingesetzt. 1966 verließ er Differdingen und wurde Profi bei Olympique Lyon. Mit Lyon wurde er 1967 französischer Pokalsieger.
1969 wechselte er nach Belgien, wo er 1970 mit Standard Lüttich die belgische Meisterschaft gewann. Im Anschluss spielte er bis 1973 bei THOR Waterschei und Sporting Charleroi.
Danach kehrte er zu seinem Heimatverein Red Boys Differdingen zurück, wo er 1975 seine aktive Laufbahn als Spieler beendete.
Im Anschluss an seine Spielerkarriere trat er vereinzelt als Trainer bei Koeppchen Wormeldingen und AS Remich in Erscheinung.

### Nationalmannschaft
In der Zeit von 1965 bis 1970 bestritt Erwin Kuffer 18 Länderspiele für die Luxemburgische Fußballnationalmannschaft, in denen er ohne Torerfolg blieb.